# Thauvenay
Thauvenay é uma comuna francesa na região administrativa do Centro, no departamento Cher. Estende-se por uma área de 9,83 km². Em 2010 a comuna tinha 337 habitantes (densidade: 34,3 hab./km²).